# 비스무트
비스무트(←독일어: Bismut 비스무트[*], 영어: Bismuth 비즈머스[*])는 화학 원소로 기호는 Bi(←라틴어: Bisemutum 비세무툼[*]), 원자 번호는 83이며, 원자량은 208.980이다. 녹는점은 271.3 °C이고 끓는점은 1560(±5)°C이다. 밀도는 실온에서 9.747g/cm3이다. 한자로 창연(蒼鉛)이라고 부르기도 한다. 무겁고 깨지기 쉬우며 흰색 결정질의 전이후 금속으로 분홍색 색조를 띠며 비소나 안티모니와 화학적 성질이 비슷하다. 금속 중에서 반자성이 제일 강하다. 금속 가운데서 수은 다음으로 열 전도성이 작으며 모든 금속들 중에서 가장 전기 전도성이 낮다. 납을 포함하지 않는 비스무트 화합물은 화장품과 의료 처치에 사용된다. 모든 동위 원소가 방사성을 띠나 반감기가 매우 길어 안정 원소로 분류되기도 한다. 순수한 금속이나 창연석, 휘창연석 같은 광석에서 얻으며 볼리비아에 가장 많다. 납, 구리, 주석, 은, 금 광석에서 불순물을 없앨 때 부산물로 얻어진다.

## 활용
비스무트는 대부분 금속이나 합금으로 쓰인다. 납이나 주석 또는 철과 혼합한 비스무트 합금은 낮은 온도에서 녹는다. 예를 들어 증기보일러의 안전 플러그는 이 비스무트 합금으로 만드는데 과열된 보일러가 폭발하려고 하면 먼저 플러그가 녹아서 증기를 밖으로 내뿜게 한다. 자동 스프링클러에도 이와 비슷한 플러그가 쓰이는데 불이 나면 열 때문에 플러그가 녹고 자동으로 스프링클러가 작동한다. 전기 퓨즈에서도 전류가 너무 많이 흐르면 비스무트 합금이 녹아서 자동으로 전류의 흐름을 막는다.

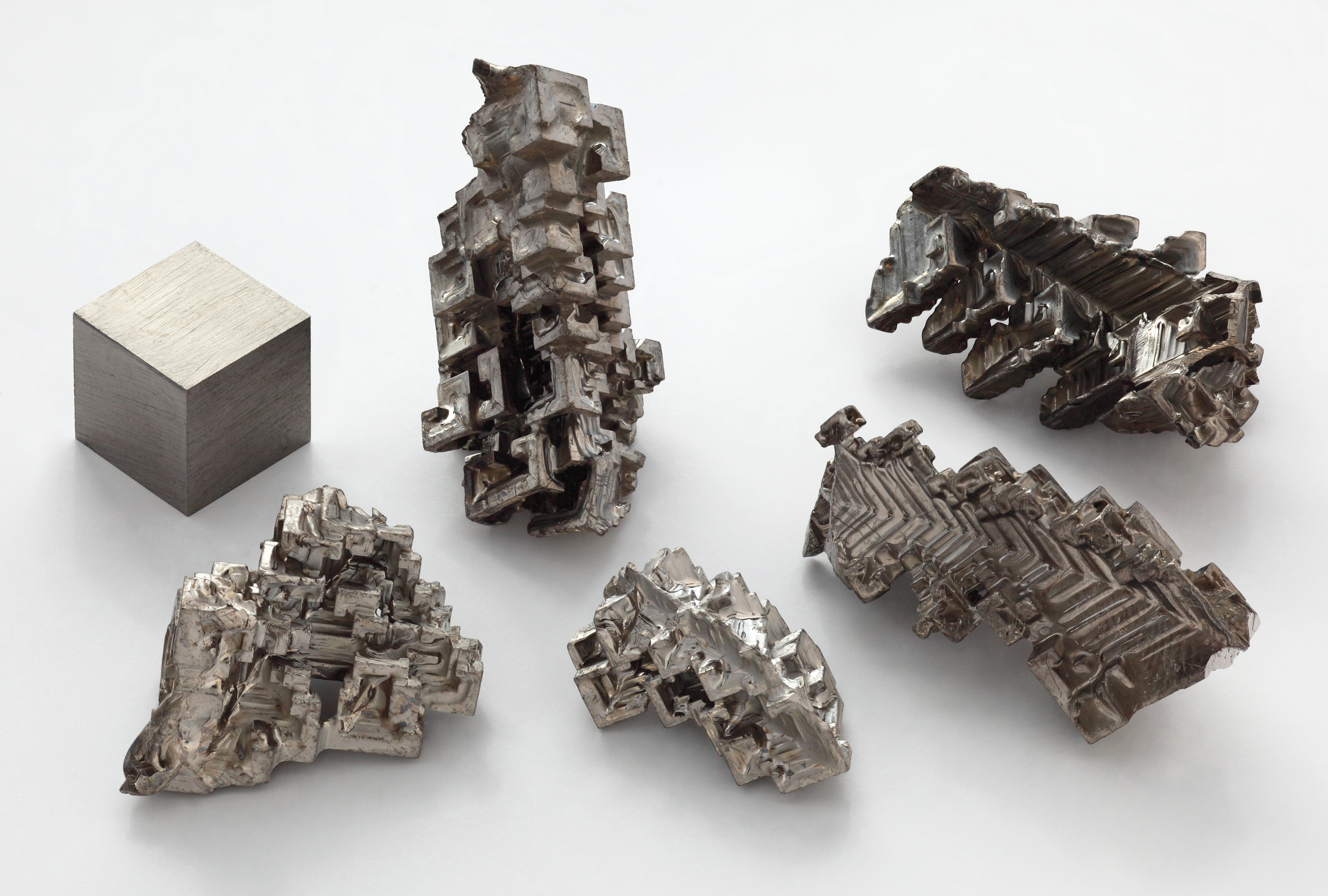
순도 99.99% 비스무트

비스무트는 주물공장과 원자로에도 쓰인다. 비스무트 합금은 틀에 넣어 일정한 모양의 물체를 만드는 데 효과적이다. 비스무트는 중성자를 쉽게 흡수하지 않기 때문에 비스무트를 녹여 방사성 연료를 원자로 중심으로 운반하는 데 쓰인다. 또한 뜨거워진 원자로를 식히는 데 열변환기 물질로도 쓰인다. 비스무트와 비스무트 화합물은 의약품에서도 매우 쓸모가 있다. 예를 들어 탄산 비스무트는 설사, 장염, 위궤양, 피부질환을 치료할 때 쓰이고 비스무트 화합물은 화장품이나 다른 의약품의 원료로도 쓰인다. 그러나 몇몇 의학 전문가들은 이러한 비스무트 화합물이 몸에 해로운 영향을 줄 수 있다고 주의를 준다. 금속 결정 중에서도 만들기 쉬워 결정 만들기 실험용으로도 쓰인다.